# Shmuel Berenbaum
Pour les articles homonymes, voir Berenbaum.
Shmuel Berenbaum (mars 1920, Knyszyn, Pologne-6 janvier 2008, Brooklyn, New York, États-Unis) est un rabbin américain d'origine polonaise, rosh yeshiva à la yechiva de Mir à Brooklyn, New York.

## Éléments biographiques
Shmuel Berenbaum est né en mars 1920 (Adar 5680) à Knyszyn en Pologne,.

### Études
Shmuel Berenbaum étudie à la Yechiva Ohel Torah-Baranovich à  Baranavitchy (Baranowicze) en Biélorussie, sous la direction du rabbin Elchonon Wasserman. Il étudie ensuite à la Yechiva de Mir, dans la ville de Mir, en Biélorussie.

### Seconde Guerre mondiale
Au début de la Seconde Guerre mondiale, il quitte Mir pour aller à Vilnius, en Lituanie. Le but est d'obtenir un visa pour voyager à l'extérieur. Le processus prend trois semaines. Ayant reçu, comme les autres membres de la yechiva. un visa pour Curaçao, dans les Caraibes, il reçoit comme les autres un visa de voyage du consul du Japon à Kaunas, en Lituanie, Chiune Sugihara.
La yechiva voyage dans le trans-sibérien pour atteindre Vladivostok, en Sibérie, le voyage prenant deux mois.

#### Kobe
De Vladivostok, la yechiva de Mir voyage jusqu'à Kobe au Japon où elle reste pendant 7 mois.

#### Shanghai
De Kobe, la yechiva de Mir est transférée à Shanghai, en Chine, où elle reste jusqu'à la fin de la Seconde Guerre mondiale.

### Après la Seconde Guerre mondiale
Avec la paix revenue, la yechiva de Mir s'installe à Brooklyn, New York.
Shmuel Berenbaum épouse Reichel Kalmanowitz, la fille aînée du Rosh yeshiva de la Yechiva de Mir, le rabbin Avraham Kalmanowitz et de Rochel Kalmanowitz, née en 1931 à Tiktin (Tykocin), en Pologne, où son père est rabbin.
Lorsque le rabbin Avraham Kalmanowitz meurt en 1964, Shmuel Berenbaum lui succède comme Rosh yeshiva.
Après sa première attaque cardiaque, un autre prénom lui est ajouté celui de Refoel (inscrit plus tard également sur sa tombe).
Shmuel Berenbaum meurt le 6 janvier 2008 (28 Tevet 5768), à son domicile, des suites d'un cancer de l'estomac, à l'âge de 87 ans. Ses funérailles ont lieu à la Yechiva de Mir, en présence de milliers de personnes. Sa dépouille est transférée à Jérusalem où il est enterré au cimetière de Sanhédriah.
Son épouse, Reichel Berenbaum, meurt à Lakewood (New Jersey), samedi soir, le 18 juillet 2020. à l'âge de 89 ans,. Elle est enterrée au cimetière de Sanhédriah, où son père, son époux et deux de ses fils, le rabbin Chaim Shlomo Berenbaum et le rabbin Leib Berenbaum sont aussi enterrés.
Leurs autres enfants sont: le rabbin Osher Berenbaum, Rosh yeshiva, Yechiva de Mir, le rabbin Yisroel Berenbaum, Maggid Shiur à Staten Island, New York, le rabbin Avrohom Berenbaum, Rosh Chaburah au Beth Medrash Govoah à Lakewood, New Jersey, le rabbin Meir Shimon Berenbaum, Rosh Yeshiva à Borough Park, Brooklyn, New York, Gittel Schepansky (épouse du rabbin Reuven Schepansky, Maggid Shiur à la Yechiva de Mir), Hanny Kaminsky (morte le 9 septembre 2020) (épouse du rabbin Herschel Kaminsky, Maggid Shiur à la Yechiva de Mir), Goldie Sorotzkin (épouse du rabbin Ely Sorotzkin, Rosh Yeshiva  à la Yechiva de Springfield).